# پنج (فیلم ۲۰۱۶)
پنج (انگلیسی: five) یک فیلم کمدی فرانسوی محصول سال ۲۰۱۶ است که توسط ایگور گوتسمن نوشته و کارگردانی شده است.

## داستان
در مورد یک گروه پنج نفره که دوستان کودکی یکدیگر هستند و فرصت با هم بودن در یک آپارتمان گرانقیمت در پاریس را پیدا می‌کنند.